# Hochwasserrückhaltebecken Bemberg
Das Hochwasserrückhaltebecken Bemberg, das auch Bemberger Blaubach-Stausee oder Blaubachsee genannt wird, ist eines von mehreren Hochwasserrückhaltebecken bei Rot am See im Landkreis Schwäbisch Hall in Baden-Württemberg. Es wird vom Wasserverband Brettach betrieben.
Das Becken liegt im Ortsteil Bemberg nahe Blaufelden und seinem Ortsteil Blaubach am Blaubach und hat einen Erddamm als Absperrbauwerk. Im Normalfall ist der Stausee im Dauerstau ziemlich klein und nur bis zu etwa 6 m tief. Bei Hochwasser erreicht er eine Länge von bis zu 2 km. Im Winter kann man hier Schlittschuh laufen.
Informationen für Angler: Die Hauptfischarten sind Karpfen, Schleie, Karausche, Döbel (Aitel), Hecht, Zander, Barsch, Bachforelle, Regenbogenforelle, Aal und diverse Weißfischarten.